# Erignathus barbatus
La foca barbata (Erignathus barbatus (Erxleben, 1777)) è un mammifero carnivoro appartenente alla famiglia dei Phocidae.

## Descrizione
Le caratteristiche distintive di questo focide includono pinne anteriori quadrate e vibrisse spesse sul suo muso. Gli adulti sono di colore grigio-marrone sul corpo e più scuri sul dorso. I cuccioli di foca barbata nascono con una pelliccia grigio-marrone con macchie sparse di bianco sulla schiena e la testa. La foca barbata è unico membro della sottofamiglia Phocinae che presenta due paia di tettarelle, una caratteristica che condivide con le foche monache.
Le foche barbate raggiungono circa 2,1-2,7 m di lunghezza e 200-430 kg di peso. La foca femmina è più grande del maschio.
Le foche barbate sono un'importante fonte di cibo per gli orsi polari. Sono anche un'importante fonte di cibo per gli Inuit della costa artica. Il nome della lingua Inuit per questa foca è ugjuk (plurale: ugjuit). 

## Caccia e dieta
Le foche barbate si nutrono di una varietà di piccole prede, tra cui vongole, calamari e pesci. I baffi servono come antenne nei sedimenti del fondo morbido. Gli adulti tendono a non immergersi molto in profondità, favorendo le zone poco profonde costiere a non più di 300 m di profondità. i giovani si avventurano in acque molto più profonde fino a 450 m.

## Biologia e riproduzione

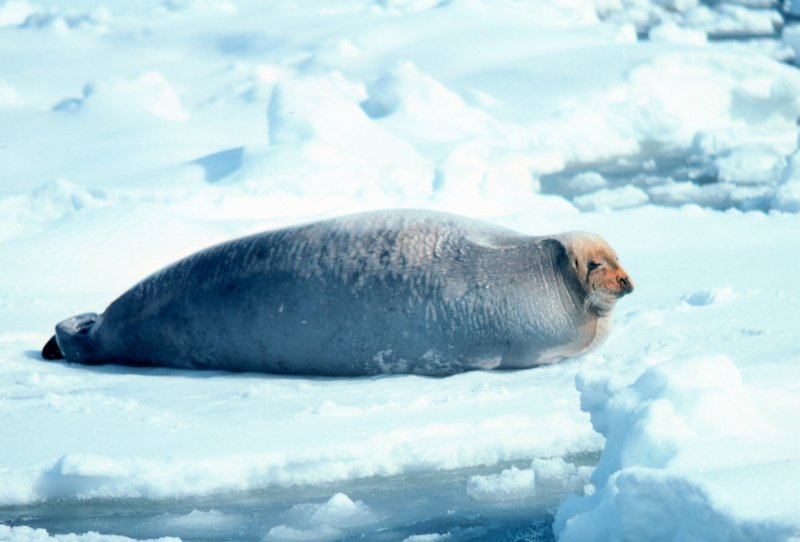
Esemplare sul ghiaccio

Queste foche partoriscono in primavera. Nell'Artico canadese, avviene nel mese di maggio. Più a sud, in Alaska, la maggior parte dei cuccioli nascono alla fine di aprile. I cuccioli nascono su piccoli banchi di ghiaccio alla deriva in acque poco profonde, di solito il peso alla nascita è di circa 30-40 kg. Entrano l'acqua solo poche ore dopo la nascita, e rapidamente diventano nuotatori esperti. Le madri si prendono cura dei cuccioli per 18-24 giorni, durante i quali i cuccioli crescono ad un tasso medio di 3,3 kg al giorno. Durante questo periodo, cuccioli consumano mediamente 8 l di latte al giorno. Nel momento in cui sono svezzati, i cuccioli pesano circa 100 kg.
Poco prima che i cuccioli vengano svezzati, avviene un nuovo ciclo di accoppiamento. Durante la stagione degli amori, i maschi fanno largo uso della comunicazione acustica allo scopo di attrarre le femmine e/o proclamare il territorio. Il repertorio vocale di questa specie e notevole e tra le diverse popolazioni si arrivano a enumerare fino a 9 categorie differenti. Queste sono caratterizzate, per lo più, da suoni discendenti tra i 100 e 6000 Hz e possono essere costituite da singole unità di breve durata (1-2 secondi) o articolati in forme più complesse costituite da più unità e quindi di maggior durata (fino a 80 secondi). I maschi occupano le stesse aree da un anno all'altro. Una recente ricerca basata sull'analisi acustica del paesaggio sonoro del Kongsfjorden, ha evidenziato la correlazione positiva esistente tra la concentrazione di ghiaccio e la concentrazione di vocalizzazioni, emesse da questa foca durante il periodo d'accoppiamento. Nello specifico, viene ipotizzato che l'impatto del cambiamento climatico sullo scioglimento anticipato del ghiaccio marino, si traduce in un anticipato inizio della stagione degli amori per questo animale che, a differenza di 20 anni fa, per far fronte alla prematura scomparse del ghiaccio indispensabile per l'accoppiamento, inizia con il suo repertorio vocale in febbraio anziché aprile. 
I principali predatori naturali della foca barbata sono gli orsi polari, che fanno affidamento su questi pinnipedi come un'importante fonte di cibo. Anche le orche si nutrono di queste foche, a volte le catturano rovesciando banchi di ghiaccio sui quali riposano le foche. I trichechi, anche se raramente, possono nutrirsi dei giovani e dei cuccioli di questa foca.